# Sergej Obraztsov
Sergej Vladimirovitsj Obraztsov  (Russisch: Сергей Владимирович Образцов) (Moskou, 5 juli [O.S. 22 juni] 1901 - aldaar, 8 mei 1992) was een Russisch poppenspeler.
Volgens de Encyclopædia Britannica vestigde Obraztsov het poppentheater in de Sovjet-Unie als een kunstvorm. Hij had een omvangrijke collectie aan exotische poppen die gold als de grootste in Rusland en een van de omvangrijkste ter wereld.

## Levensloop
Tussen 1922 en 1931 werkte Obraztsov als acteur voor Vladimir Nemirovitsj-Dansjenko in een van de studio's van het Moskouse Kunsttheater. In deze periode bracht hij verschillende poppenspelen ten tonele in vaudeville-stijl.
In 1931 zette hij het Centraal Statelijk Moskous Poppentheater op. Met zijn theater deed hij meer dan 350 Sovjet-steden aan en 90 steden in landen erbuiten. Dankzij zijn optredens droeg hij bij aan een stijgende populariteit van poppentheater in de Verenigde Staten, het Verenigd Koninkrijk en andere landen in de wereld.
Met zijn mogelijk meest bekende show, An Unusual Concert in 1946, nam hij slechte acteurs op de hak. Naast opvoeringen voor zowel kinderen als volwassenen regisseerde hij in 1938 de eerste korte poppenfilm met de titel Looking at a Polar Sunset Ray. Verder regisseerde hij een aantal documentaires.
In zijn latere jaren hield hij zich hartstochtelijk bezig met handpoppen, maar ook met poppentheater door gebruik te maken met alleen zijn blote handen. Hij was hij lid van de Schrijversunie van de Sovjet-Unie en schreef een monografie over Chinees poppentheater en een autobiografie die in meerdere talen werd vertaald.
Vanaf 1973 was Obraztsov  docent voor het Staatsinstituut voor Theatrale Kunsten (GITIS) in Moskou en van 1976 tot 1984 was hij voorzitter van de wereldbond Union Internationale de la Marionnette (UNIMA). Aansluitend werd hij door deze bond verkozen tot erevoorzitter.
Hij overleed op 8 mei 1992 en werd begraven op de Novodevitsji-begraafplaats in Moskou.

## Erkenning
In 1946 werd Obraztsov onderscheiden met de Stalinprijs en in 1952 werd hij benoemd tot Volkskunstenaar van de Sovjet-Unie. In 1971 werd hij onderscheiden met de Held van de Socialistische Arbeid.
Zes jaar na zijn dood, in 1998, werd het Obraztsov Fonds opgericht door nabestaanden en het Obraztsov Poppentheater, met als doel zijn rijke, creatieve nalatenschap in stand te houden.